# IC 4996
IC 4996 è un ammasso aperto visibile nella costellazione del Cigno.
Si individua 2,5 gradi a SSW della stella γ Cygni; appare immerso in un luminosissimo campo stellare della Via Lattea, così non è di facile individuazione. Appare dominato al centro da una stella bianca, non appartenente all'ammasso. Le sue componenti sono di decima e undicesima magnitudine, visibili dunque solo con un telescopio da almeno 150mm di apertura. La sua distanza dal Sole è stimata sui 5300 anni-luce.